# Ecodisc
EcoDisc ist eine DVD, die nur aus einer Schicht Polycarbonat anstatt der üblichen zwei verklebten Polycarbonatscheiben besteht. Indem sie nur halb so viel Polycarbonat benötigt, ist sie ebenso leichter und dünner. Des Weiteren wird bei der Herstellung nur die Hälfte der üblichen Energie benötigt.
Beim Produktionsprozess der EcoDisc wird 52 % weniger Kohlenstoffdioxid (CO2) ausgestoßen als bei der Herstellung einer konventionellen DVD5. Da sie darüber hinaus nur aus einer Schicht besteht, wird kein giftiger Kleber benötigt, sodass sie komplett recyclebar ist. Die Kapazität einer EcoDisc ist die gleiche wie die einer konventionellen DVD5 mit 4,7 GB Speicherkapazität.
Vorherige Versionen der EcoDisc führten teilweise zu Problemen bei Slot-In Laufwerken, die jedoch inzwischen beseitigt werden konnten. Im Jahr 2009 führten Testronic Laboratories ausführliche Tests bezüglich der Spielbarkeit und Kompatibilität auf über 240 verschiedenen Abspielgeräten und Laufwerken durch. Das Ergebnis dieser Testreihen zeigte eine Spielbarkeit von annähernd 100 % (identisch zu der einer üblichen DVD5).
Die EcoDisc wurde von der EcoDisc Technology AG entwickelt, einer Entwicklungs- und Forschungsgesellschaft, die keine eigene Produktionsstätte besitzt. EDT lizenziert die EcoDisc DVD an Presswerke, es werden die notwendigen Upgrade-Kits für die DVD-Pressmaschinen und die Druckmaschinen bereitgestellt und die Mitarbeiter der jeweiligen DVD Presswerke geschult. Die EcoDisc Technologie ist als ein europäisches Patent registriert und 3 europäische Patente, 2 internationale Patente und 6 US-Patente sind angemeldet. Der Patentschutz umfasst Märkte wie Russland, China, Australien, Indien und wichtige Märkte in Afrika und Südafrika.